# Jhon Zea
Jhon Fredy Zea (* 13. Januar 1993) ist ein kolumbianischer Leichtathlet, der sich auf das Kugelstoßen spezialisiert hat.

## Sportliche Laufbahn
Erste internationale Erfahrungen sammelte Jhon Zea im Jahr 2010, als er bei den Jugendsüdamerikameisterschaften in Santiago de Chile mit einer Weite von 17,86 m die Silbermedaille mit der 5-kg-Kugel gewann. Im Jahr darauf gewann er bei den Juniorensüdamerikameisterschaften in Medellín mit 16,85 m die Bronzemedaill mit der 6-kg-Kugel und gelangte im Diskuswurf mit 50,21 m auf Rang zehn. 2017 belegte er bei den Südamerikameisterschaften in Luque mit 18,74 m den vierten Platz und anschließend gewann er bei den Juegos Bolivarianos in Santa Marta mit seinem Landsmann Edder Moreno. 2023 wurde er bei den Zentralamerika- und Karibikspielen (CAC) in San Salvador mit 18,64 m Vierter.
In den Jahren 2014 und 2017 sowie von 2021 bis 2023 wurde Zea kolumbianischer Meister im Kugelstoßen.